# Cot Leuniklueng Kareung
Cot Leuniklueng Kareung är en kulle i Indonesien.   Den ligger i provinsen Aceh, i den västra delen av landet, 1 800 km nordväst om huvudstaden Jakarta. Toppen på Cot Leuniklueng Kareung är 130 meter över havet, eller 53 meter över den omgivande terrängen. Bredden vid basen är 2,7 km.
Terrängen runt Cot Leuniklueng Kareung är platt åt nordost, men åt sydväst är den kuperad. Havet är nära Cot Leuniklueng Kareung åt nordost.Runt Cot Leuniklueng Kareung är det ganska glesbefolkat, med 47 invånare per kvadratkilometer. Omgivningarna runt Cot Leuniklueng Kareung är en mosaik av jordbruksmark och naturlig växtlighet.